# Barsinghausen
Barsinghausen er en by i Region Hannover i Niedersachsen, Tyskland. Den ligger ca. 20 km vest for Hannover.

## Geografi

### Nabobyer
Barsinghausen grænser til Wunstorf, Seelze, Gehrden, Springe og Wennigsen.

### Byopdeling
Barsinghausen opdeles i 18 distrikter:
Bantorf, Barrigsen, Barsinghausen, Eckerde, Egestorf, Göxe, Großgoltern, Nordgoltern, Groß Munzel, Hohenbostel, Holtensen, Kirchdorf, Landringhausen, Langreder, Ostermunzel, Stemmen, Wichtringhausen, Winninghausen

## Historie

### Befolkningsudvikling
(Tal pr. 31. december)
- 1998 – 34.743
- 1999 – 34.648
- 2000 – 34.497
- 2001 – 34.408
- 2002 – 34.370
- 2003 – 34.376
- 2004 – 34.253

## Skooler

### Grundskoler
- Adolf-Grimme-Schule
- Wilhelm-Stedler-Schule
- Ernst-Reuter-Schule
- Astrid-Lindgren-Schule
- Albert-Schweitzer-Schule
- Grundschule Groß Munzel
- Grundschule Hohenbostel
- Grundschule Bantorf

### Gymnasier
- Hannah-Arendt-Gymnasium
- Lisa-Tetzner-Schule
- Goetheschule KGS Barsinghausen

### Særlige skoler
- Bert-Brecht-Schule
- Volkshochschule Barsinghausen

## External links
- Officiel hjemmeside (tysk)